# 77e régiment d'infanterie (France)
Le 77e régiment d'infanterie (77e RI) est un régiment d'infanterie de l'armée de terre française, à double héritage, créé sous la Révolution à partir du régiment de La Mark, un régiment d'infanterie allemand au service du royaume de France, et du 2e régiment d'infanterie légère créé à partir des Chasseurs royaux du Dauphiné.

## Création et différentes dénominations
Le 77e régiment d’infanterie a la particularité, comme tous les régiments d’infanterie portant un numéro entre le 76e et le 99e, d’être l'héritier des traditions de deux régiments : le 77e régiment d'infanterie de ligne et le 2e régiment d'infanterie légère.

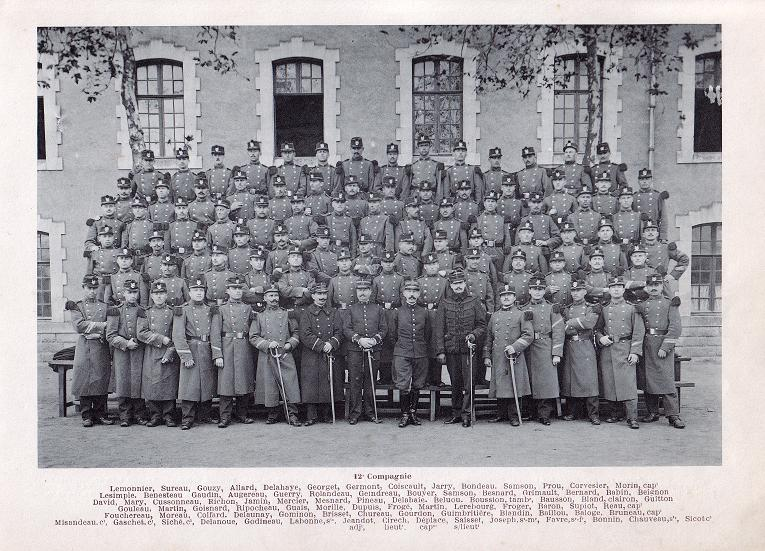
La 12e compagnie en 1905.

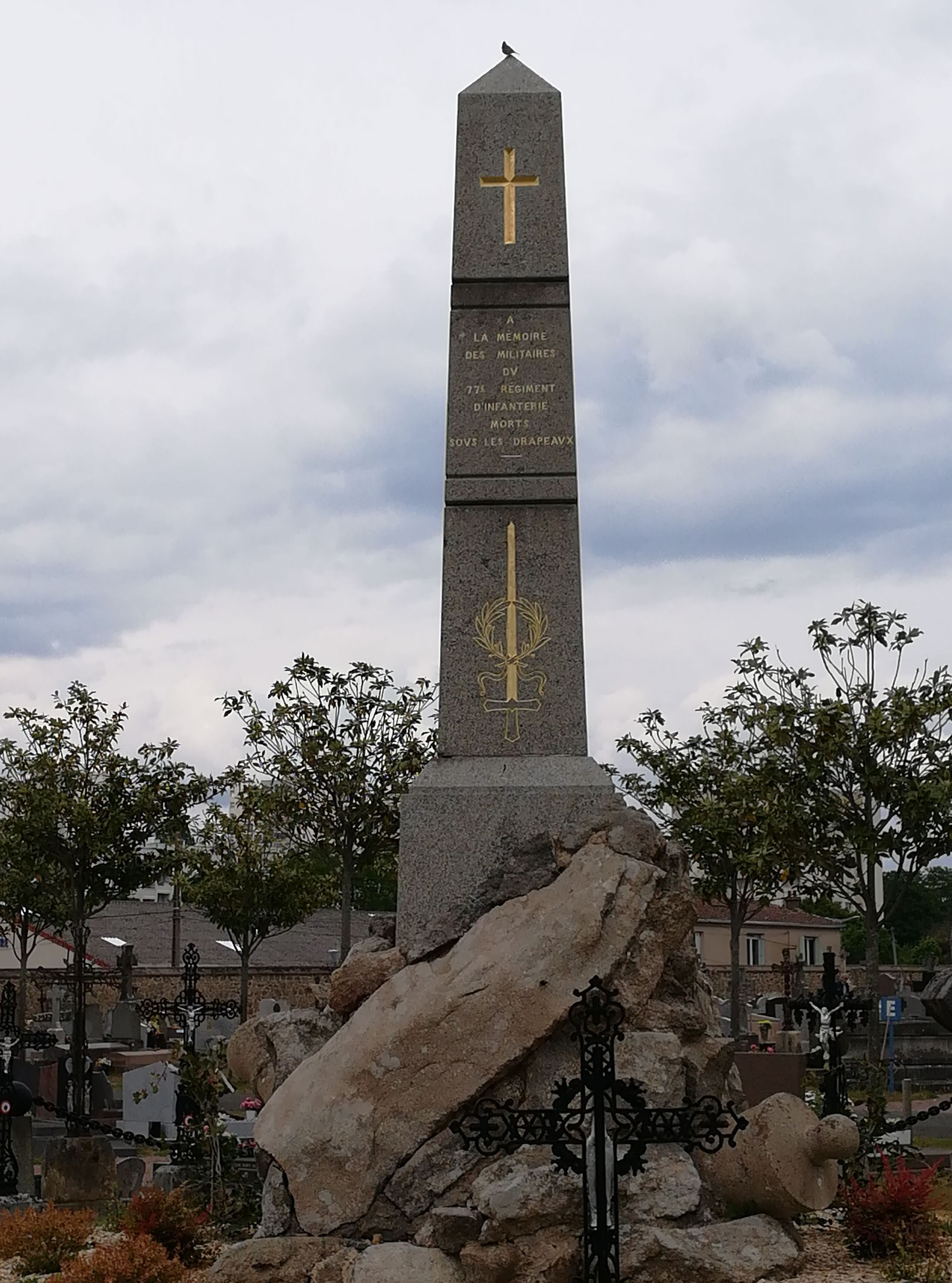
Monument aux morts du d'infanterie, cimetière de Cholet.

- 1er janvier 1791 : à la Révolution, tous les régiments prennent un nom composé du nom de leur arme avec un numéro d'ordre donné selon leur ancienneté. Le régiment de La Mark devient le 77e régiment d'infanterie de ligne (ci-devant La Mark)[1] ;
- 1793 : La 77e demi-brigade de première formation n'a pas été créée ;
- 14 janvier 1799 : création de la 77e demi-brigade de deuxième formation ;
- 1803 : le 77e régiment d'infanterie de ligne n'a pas été formé ;
- 1820 : lors de la réorganisation des corps d'infanterie français en 1820, le 77e régiment d'infanterie de ligne n'est pas créé et le numéro 77 disparait jusqu'en 1854 ;
- En 1854, l'infanterie légère est transformée, et ses régiments sont convertis en unités d'infanterie de ligne, prenant les numéros de 76 à 100. Le 2e régiment d'infanterie légère prend le nom de 77e régiment d'infanterie de ligne[1] ;
- 1882 : renommé 77e régiment d'infanterie ;
- 1914 : met sur pied son régiment de réserve, le 277e régiment d’infanterie ;
- 1923 : dissous (traditions gardées par le 65e régiment d'infanterie) ;
- 1939 : recréation du 77e régiment d’infanterie ;
- 1940 : dissolution.

## Chefs de corps
- 12 octobre 1788 : colonel Frederic-Antoine-Henry Frederick-Lefort ;
- 5 février 1792 : colonel Charles-Ernest de Haack ;
- 8 juillet 1792 : colonel Jacques-Melchior de Carlhan ;
- 10 novembre 1792 : colonel Ambroise Gochnat[2],[3] ;
- 24 juin 1797 au 28 avril 1799 : chef de brigade François Joseph d'Offenstein[N 1] ;
- 1799 : chef de brigade Jean Bertholet ;
- 1800 : chef de brigade Thomas-Mignot Lamartiniere[N 2] ;
- 21 septembre 1803 : chef de brigade Baron Jean-Adam Schramm ;
- 26 décembre 1805 : colonel Michel Silvestre Brayer[N 2] ;
- 7 avril 1809 : colonel Jean Joseph Merle ;
- 25 novembre 1809 : colonel Nicolas Verdun ;
- 8 octobre 1810 : colonel Antoine Rameaux ;
- 1er juin 1814 : colonel Edme Lepaige Dorsenne ;
- 8 mai 1815 : colonel Pierre-François Maigrot ;
- 25 octobre 1815 : Marquis Marie Girard Louis de Crillon ;
- 21 août 1823 : Edwin Bonaventure Bosquillon de Frescheville né le 4 février 1780 à Cambrai, mort le 21 août 1830 à Alger ;
- 24 décembre 1830 : Joseph-Étienne Wollard ;
- 9 avril 1833 : Pierre-Maurice Menne ;
- 15 janvier 1837 : Nicolas-Anne-Théodule Changarnier ;
- 21 juin 1840 : Henri-François-Adolphe Drolenvaux ;
- 17 février 1847 : François-Charles-Ernest Ulrich ;
- 2 juin 1849 : Honoré-Armand Barthelemy ;
- 15 août 1852 : Adolphe Claude Suau ;
- 14 mars 1859 : Jean-Louis Guiomar ;
- 16 juin 1865 : Étienne Emile Henry Barry ;
- 10 août 1868 : Victor Duchochois ;
- 22 décembre 1868 - 2 janvier 1871 : colonel Victor Louis François Février ;
- 2 mai 1871 : colonel Louis-Marie Sautereau ;
- 18 février 1881 : colonel Marie-Louis de Garnier des Garets ;
- 12 janvier 1887 : colonel Nicolas Lebel ;
- 23 juillet 1887 : colonel Henry-Marie-Anne de Cadoret ;
- 9 mai 1888 : colonel Louis Tanchot ;
- 27 décembre 1893 : colonel Emmanuel-Auguste Lacoste ;
- 20 mars 1894 : colonel Emile-Lois Eugène Frater ;
- 17 avril 1898 : colonel Eugène Marius Gasquet ;
- 10 avril 1903 : colonel Paul-Edouard Pouradier-Duteil ;
- 25 septembre 1904 : colonel Gustave-François-Louis Silhol ;
- 12 janvier 1905 : colonel Albert-Gérard-Léo d'Amade ;
- 27 avril 1907 : colonel Paul Blaise Marcel Arrivet[N 1] ;
- 29 septembre 1910 : colonel Georges-Alfred-Gaston de Feraudy ;
- 24 mai 1914 : colonel Charles-Victor Lestoquoi ;
- 26 octobre 1914 : chef de bataillon Baunard ;
- 30 janvier 1915 : lieutenant-colonel Marie-Maurice-Michel de Beaupuis ;
- 27 décembre 1915 : colonel Lecomte-Denis ;
- 31 janvier 1916 : lieutenant-colonel Henneton ;
- 1er novembre 1916 : lieutenant-colonel Maillard puis colonel ;
- 1er janvier 1918 : lieutenant-colonel Gaussot ;
- 6 mai 1918 : lieutenant-colonel Oherne.

### Ancien Régime

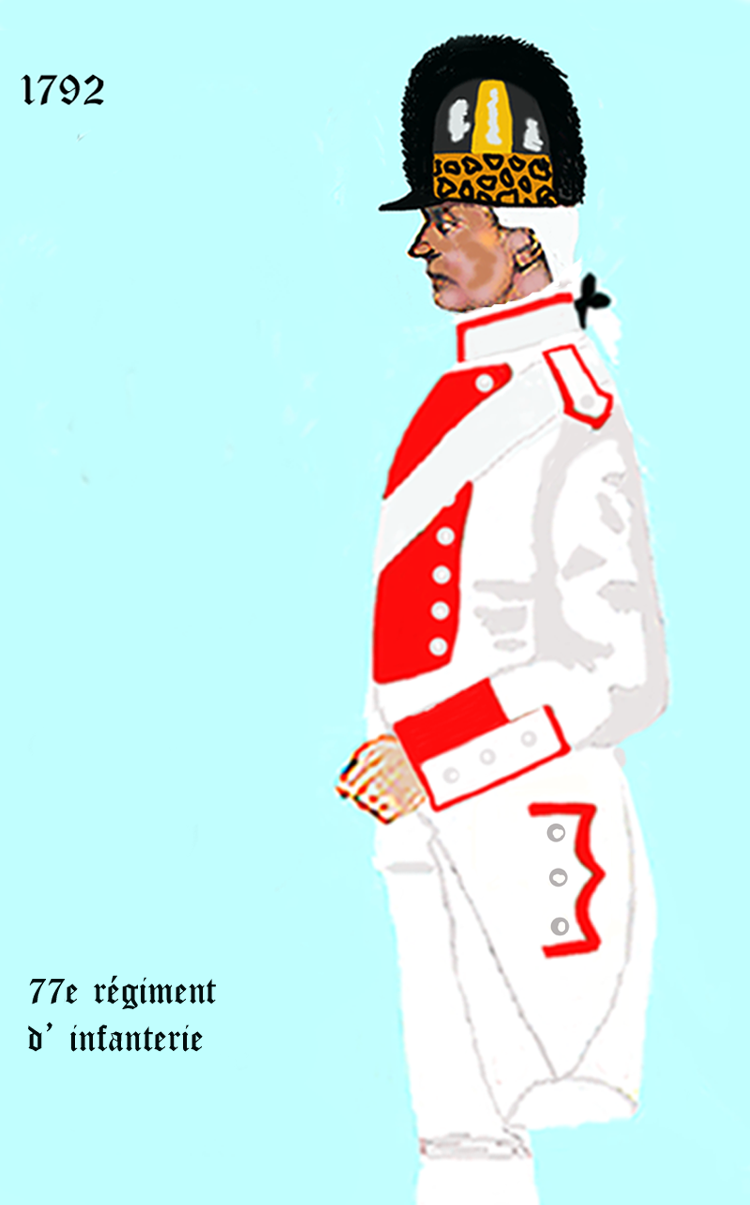
Uniforme du régiment par décret d'application du 15 janvier 1792.

## Garnisons, combats et batailles du77eRI

### Guerres de la Révolution et de l'Empire
- 1791 : caserné à Montdauphin, le 77e régiment d'infanterie ci-devant régiment de La Marck se mutine contre ses officiers et les emprisonne. À l'arrivée du maréchal de camp le marquis de Montgaillard, début février 1792, le régiment rentre dans le devoir et libère les officiers. Le 3 mai il reçoit l'ordre de partir pour La Rochelle[4] ;
- 1792 : Antwerpen, armée des Alpes ;
- 1793 : Nantes, guerre de Vendée, bataille de Bouin, bataille de Noirmoutier, virée de Galerne, bataille de Pontorson ;
- 1798 : armée d'Orient, Les Pyramides ;
- 1799 : bataille de Stockach, Vannes ;
- 2 décembre 1805 : bataille d'Austerlitz (ordre de bataille) ;
- 1802 : Saint-Domingue ;
- 1808 : armée de Portugal - guerre d'indépendance espagnole ;
- 1813 : bataille de Leipzig.

« Allons, mes amis,regardons ces gens-là en face ; ils ne sont que six mille et vous êtes trois cents ; la partie est égale. » Général Changarnier, 1836.[Quoi ?]

### Second Empire
Le décret du 24 octobre 1854 réorganise les régiments d'infanterie légère des corps de l'armée française. À cet effet le 2e régiment d'infanterie légère prend le numéro 77 et devient le « 77e régiment d'infanterie de ligne ».
Au cours de la guerre de 1870 le régiment est engagé, le 6 août 1870, dans la bataille de Forbach-Spicheren. Le 24 novembre 1870, les 8e compagnies des 2e et 3e bataillons du 77e régiment d'infanterie de ligne qui composaient le 29e régiment de marche sont engagées dans les  combats de Chilleurs-aux-Bois, Ladon, Boiscommun, Neuville-aux-Bois et Mézières-en-Gâtinais .

### Première Guerre mondiale
Le 77e RI est formé à Cholet.

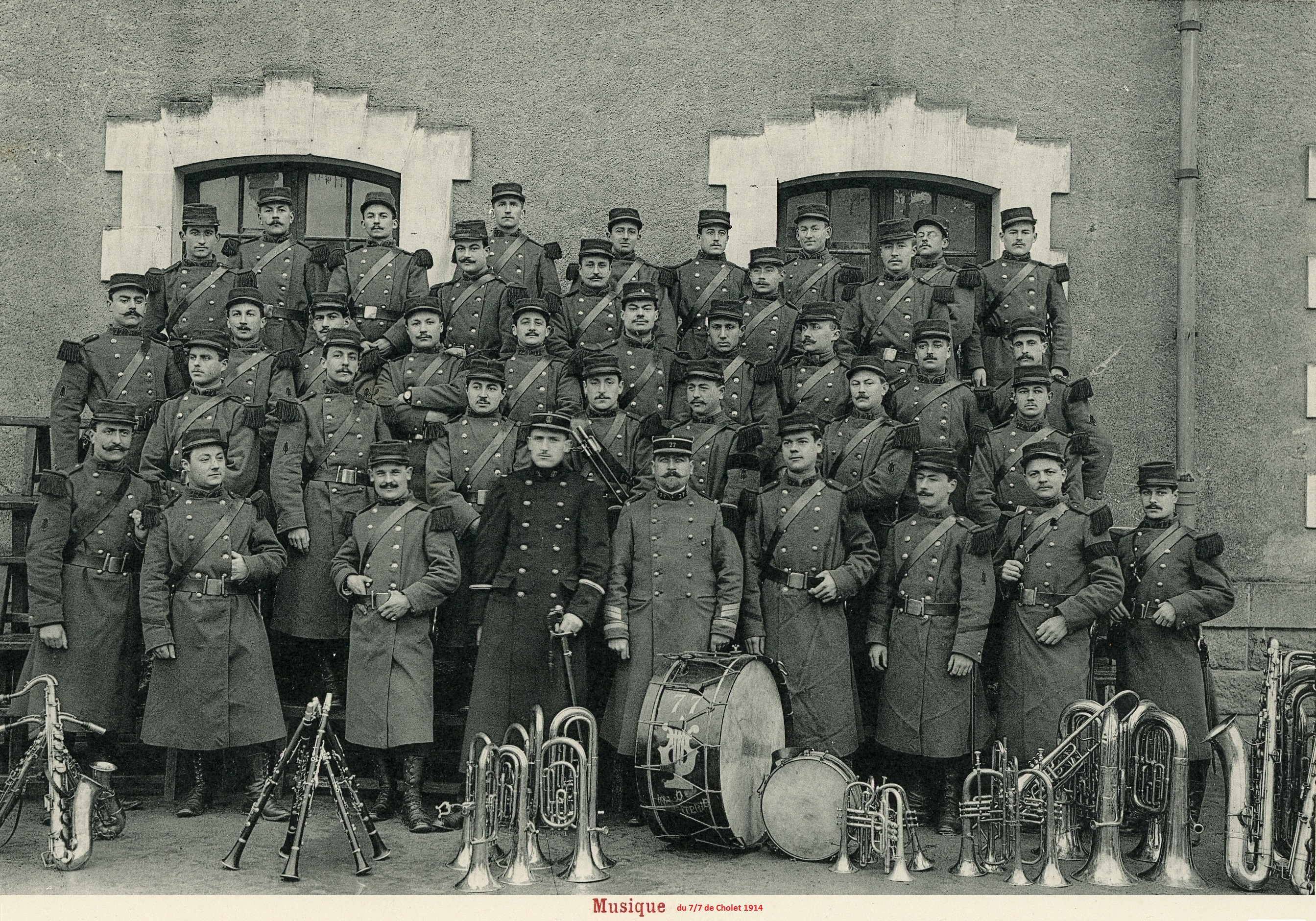
Cholet 1914 : musique du 77e régiment d'infanterie.

Casernement en 1914 : Cholet, Fontevraud (36e brigade d'infanterie, 18e division d'infanterie, 9e corps d'armée).
Il forme son régiment de réserve, le 277e RI, ces deux régiments sont principalement composés d'Angevins et de Vendéens.

#### 1914
- Nomeny, Clémery, Landremont (début août) puis les Ardennes (23 août 1914) à Brièvre où le 77e fait retraite, protégé, aux environs de Bellefontaine et d'Houdremont en Belgique, par le 20e régiment d'artillerie ;
- retraite des 3e et 4e armées : Launois-sur-Vences (28 août), Auboncourt (29 août), Rethel, Faux (30 août) ;
- bataille de la Marne (6 au 13 septembre) : bataille des Marais de Saint-Gond, Coizard, bois de Toulon, Saint-Loup, signal du Poirier, château de Mondement (9 septembre), Fère-Champenoise, Écury-le-Repos, Prosnes, ferme de Moscou, Thuisy ;
- bataille des Flandres (octobre 1914 à mars 1915) : l'Yser, Zonnebeke, Paschendaele, bois d'Hooge, Zillebecke (décembre).

#### 1915
- avril: Flandres à l’Yperlée ;
- 23 mai : Artois, cote 123, Neuville-Saint-Vaast ;
- 16 juin : cote 140 ;
- Agny ;
- 25 septembre : Vailly ;
- puis jusqu'en décembre : Loos-en-Gohelle, cote 70, soldats enterrés au cimetière britannique Marocà Grenay.

#### 1916
- février : Artois, bois en Hache (Pas-de-Calais) ;
- avril : Vaubecourt (Meuse) ;
- avril-mai : bataille de Verdun, cote 304 ;
- mai-septembre : butte de Souain dans la Marne ;
- octobre-décembre : bataille de la Somme (Sailly-Saillisel), Combles, bois Tripot.

#### 1917
- avril-mai : Aisne : Gernicourt, bois des Couleuvres (plusieurs abandons de poste devant l’ennemi ont eu lieu le 20 mai, au bois des Couleuvres, s’ensuivent 10 condamnations par le conseil de guerre, aucune condamnation à mort), bois de Beau-Marais, éperon de Chevreux, La Courtine ;
- juillet : plateaux des Casemates et de Californie, Craonne ;
- octobre-décembre : Lorraine, forêt de Parroy.

#### 1918
- avril-juin : Somme : Moreuil, Castel, Cottenchy, bois Sénécat, Rouvrel, Ressons-sur-Matz ;
- juillet-août : la Marne, Saint-Maur, Combles, la Chapelle-Monthodon, forêt de Riez, Verdon, Comblizy, Passy-sur-Marne, Champvoisy, château de Neuville ;
- août-octobre : Bagatelle, bois d’Haumont, bois d’Ormon ;

En 1918, le régiment est cité par le maréchal Pétain : « Régiment d'élite. A résisté toute une journée à des forces très supérieures. ».

### Entre-deux-guerres
En 1923 le régiment est  dissous, les traditions sont gardées par le 65e régiment d'infanterie.

### Seconde Guerre mondiale

#### Drôle de guerre
Reformé le 9 septembre 1939, sous les ordres du chef de bataillon Mazoyer, il appartient à la 18e division d'infanterie. Région militaire, centre mobilisateur d'infanterie, réserve A RI type NE, il est mis sur pied par le CMI 91.
La 18e division d'infanterie (XIe corps d'armée, 9e armée) est concernée par la manœuvre Dyle préparée à partir de novembre 1939 : elle doit aller tenir un front sur la Meuse, d'Anhée à Hastière.

## Drapeau
Brodées en lettres d'or dans ses plis, il porte les inscriptions : 
- Les Pyramides 1798
- Friedland 1807
- Alger 1830
- Bomarsund 1854
- Mondement 1914
- Verdun 1916
- L'Aisne 1917
- Le Matz 1918

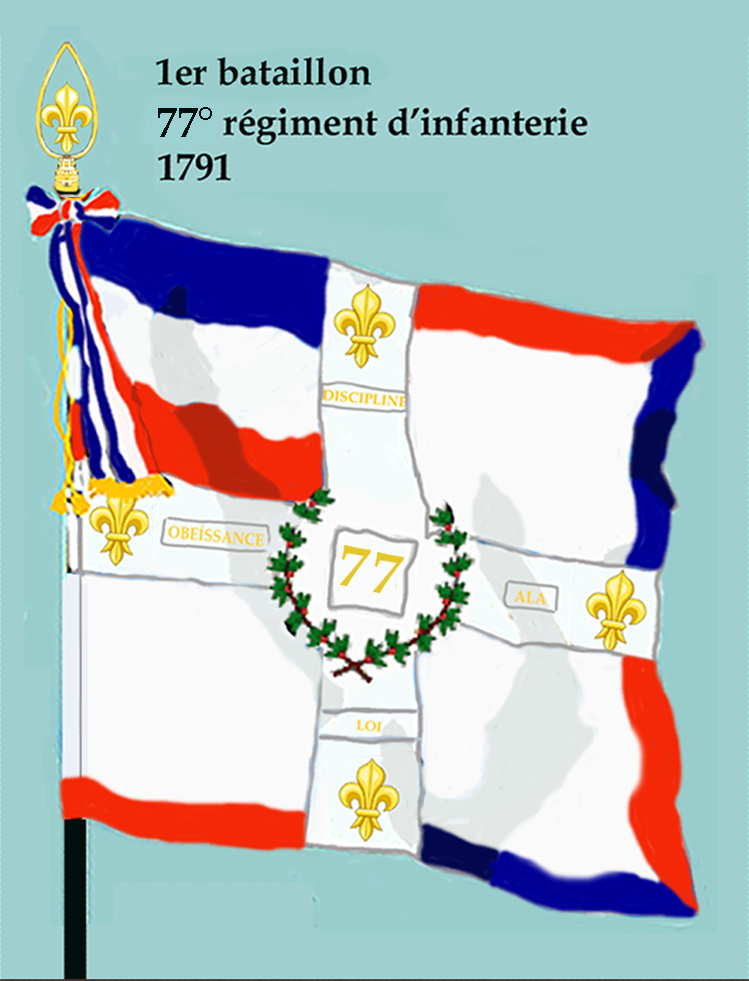
1er bataillon de 1791 à 1793.
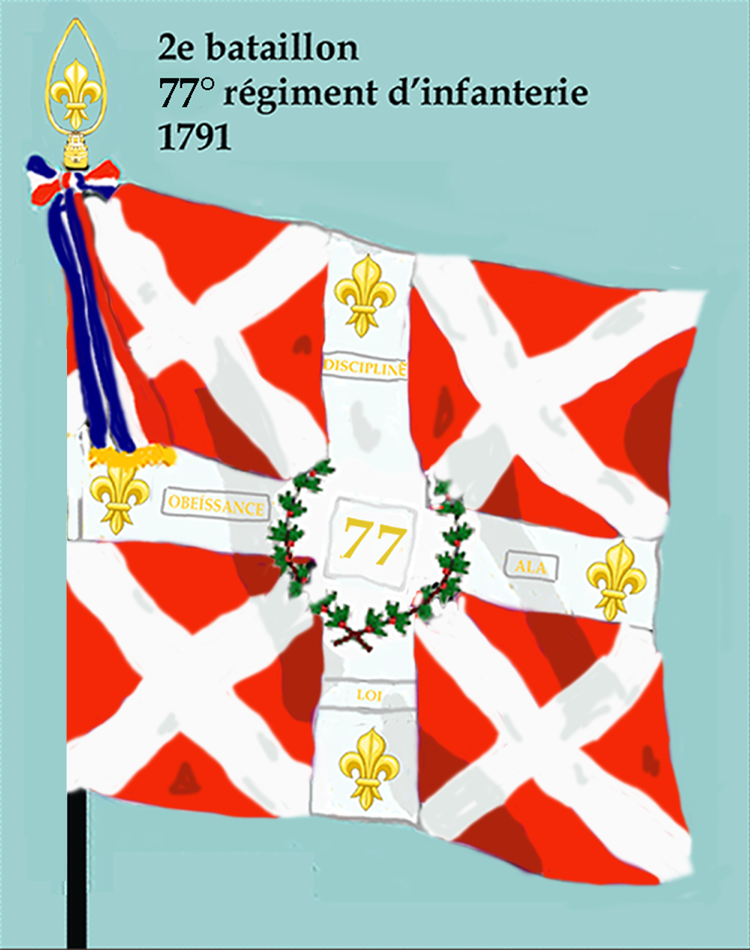
2e bataillon de 1791 à 1793..
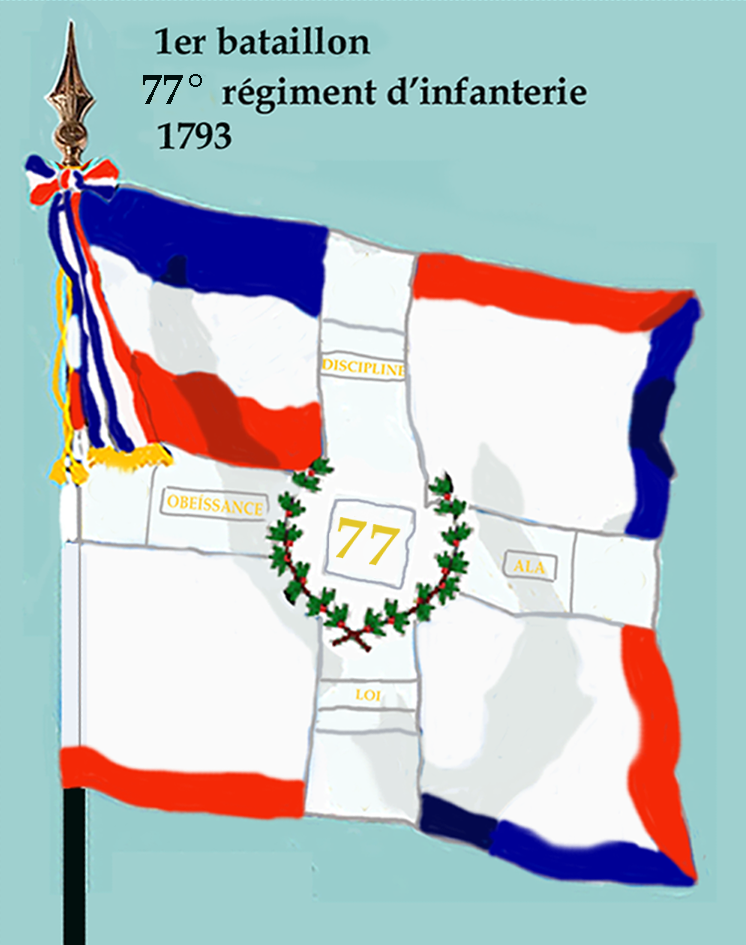
1er bataillon de 1793 à 1794.
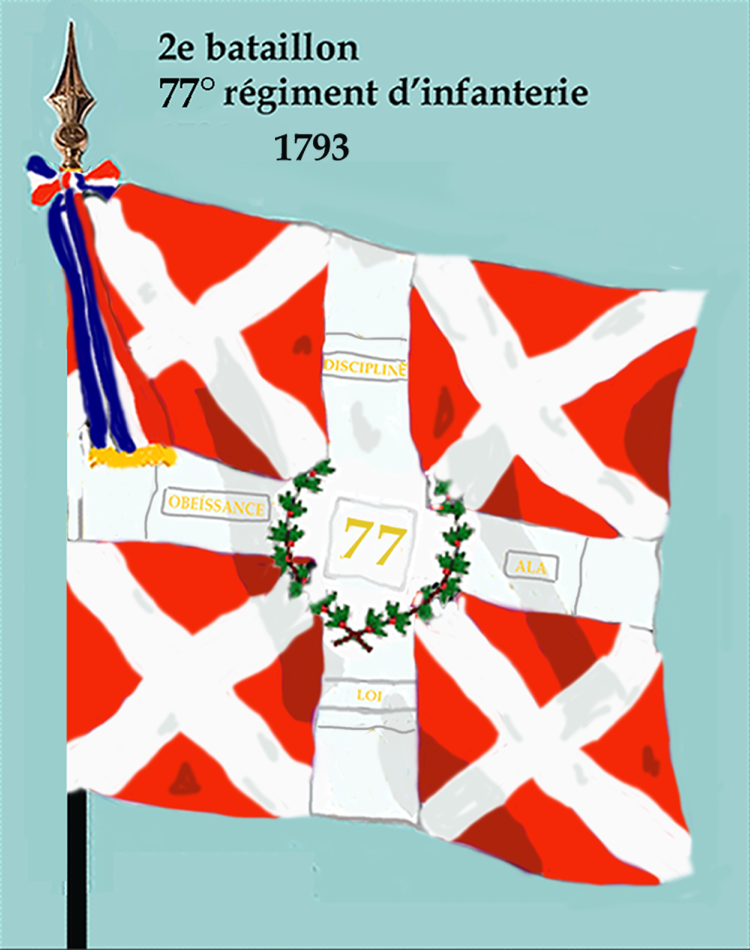
2e bataillon de 1793 à 1794.
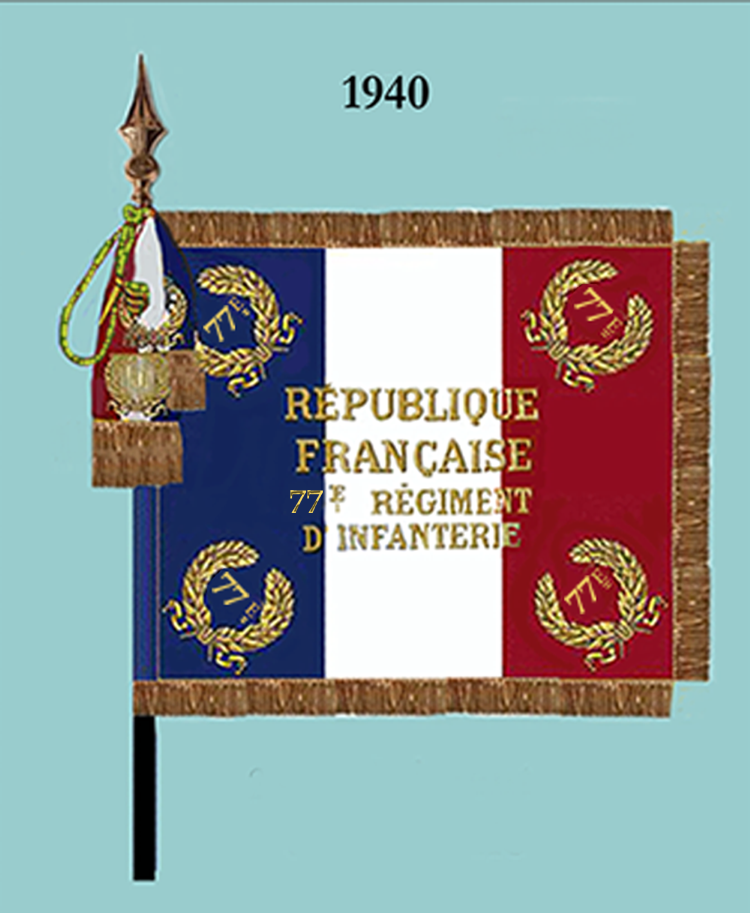
1940 (avers).
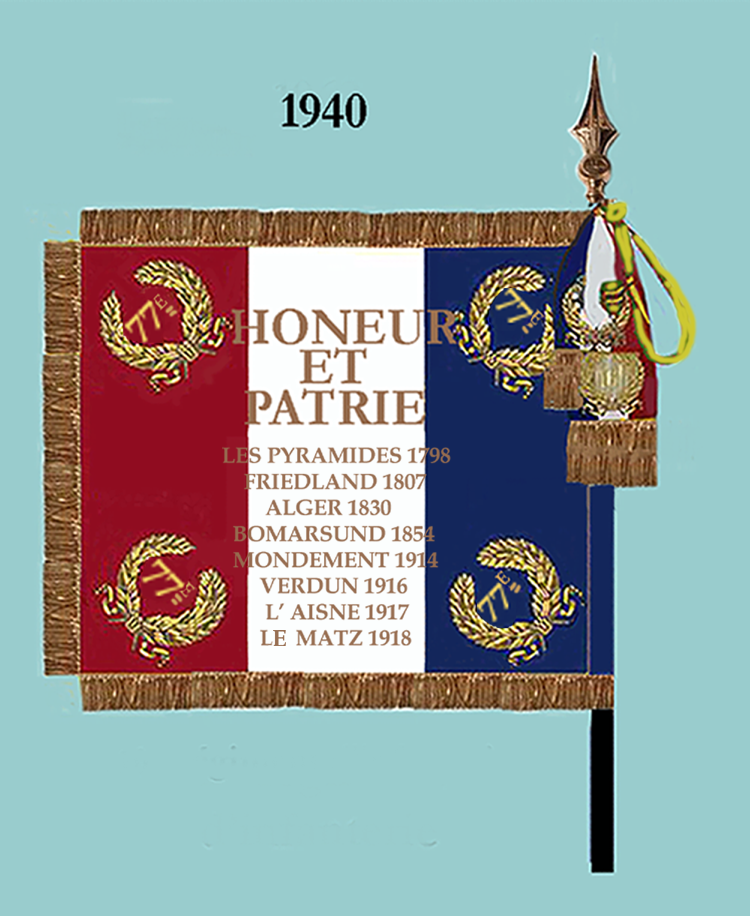
1940 (revers).

### Décorations
Le drapeau a droit au port de la fourragère aux couleurs du ruban de la médaille militaire décernée le 9 août 1918 ; sa cravate est décorée de la croix de guerre 1914-1918 avec 4 palmes, 1 étoile vermeil et 1 étoile argent.

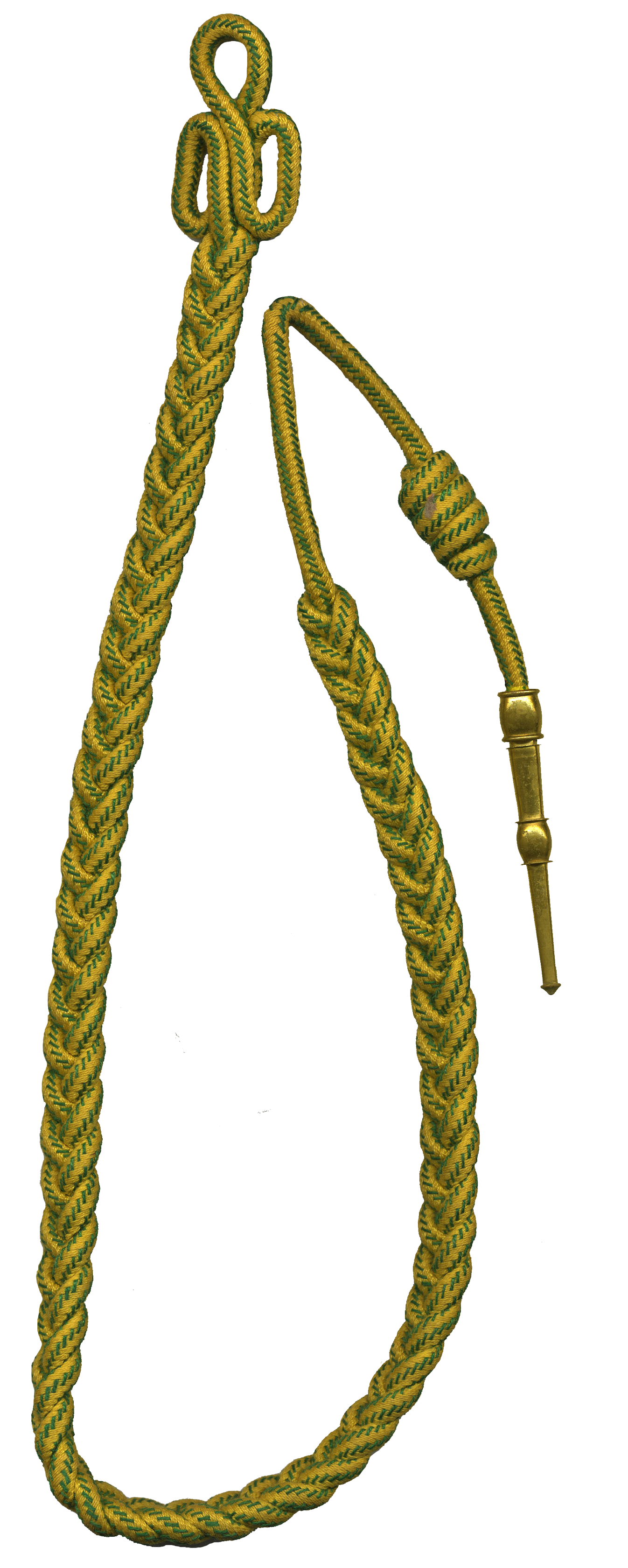
Fourragère aux couleurs de la Médaille militaire.
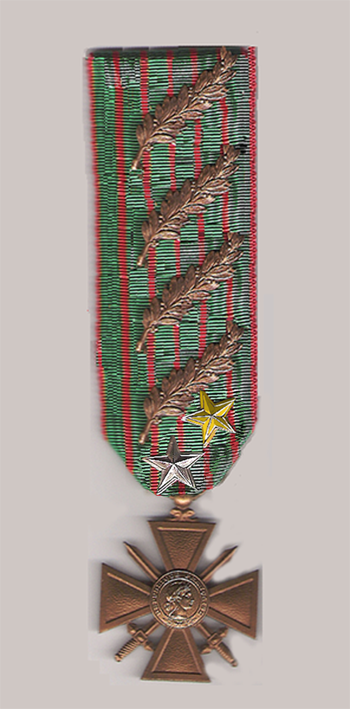
Croix de guerre 1914-1918 avec 4 palmes, 1 étoile vermeil et 1 étoile argent.

## Devise
« Je tiens. »

## Personnalités ayant servi au77eRI

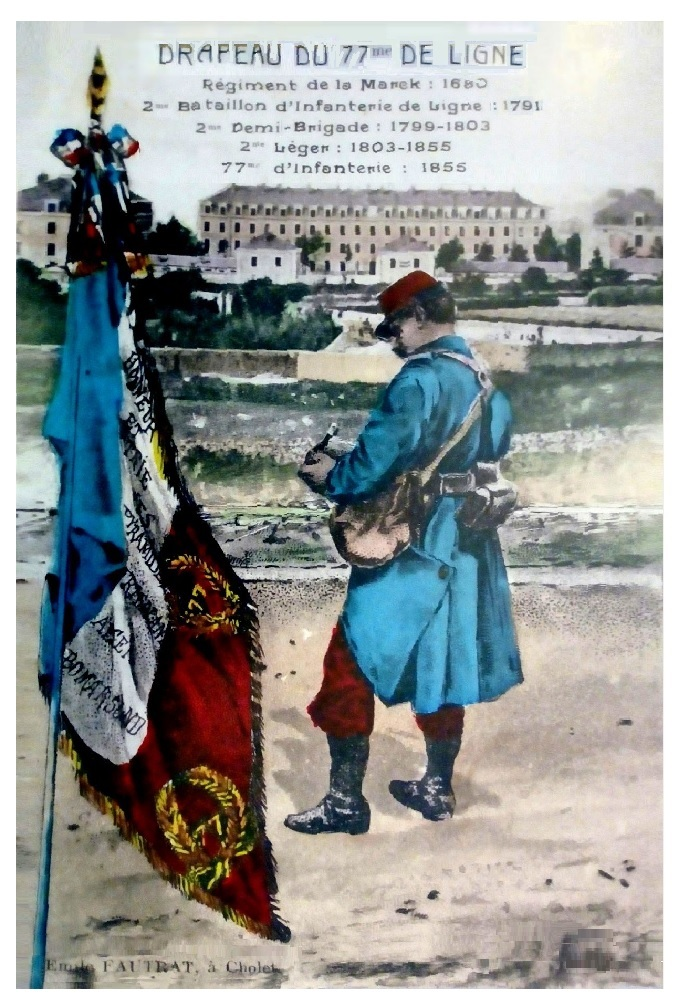
Soldat face à la caserne Tharreau - Cholet.

- Élie Chamard (1891-1971), historien et homme de lettres qui a intégré le 77e RI le 8 octobre 1912.
- Jean Guéhenno (1890-1978), essayiste[N 3], sous-lieutenant puis lieutenant ;
- François Guillaume Lamoureux de La Genetière (1777-1856) alors sous lieutenant
- Charles Mangin (1866-1925) ;
- Paul Pau (1848-1932) ;
- Emmanuel Peux (1882-1914), athlète[7] du Stade toulousain, adjudant, mort pour la France le 10 novembre 1914 à Zonnebeke ;